# Социальная защита в Российской Федерации
Социальная защита — это определённая система мер, предпринимаемых государством, направленных на обеспечение и защиту конституционных прав человека и минимальных гарантий в независимости от возраста, пола и национальности.

## Объекты социальной защиты
К объектам социальной защиты в Российской Федерации относятся:
1) Инвалиды
2) Чернобыльцы
3) Дети-сироты
4) Многодетные семьи
5) Малообеспеченные граждане
6) Матери-одиночки
7) Инфицированные ВИЧ
8) Безработные
9) Граждане, которые не имеют постоянного места жительства
10) Лица, получившие инвалидность в Великой Отечественной войне, а также семьи погибших по причине войны

## Формы социальной защиты
Существует три формы социальной защиты:

### Социальное обеспечение
Социальное обеспечение — форма выражения социальной политики государства, направленная на материальное обеспечение определённой категории лиц из средств государственных фондов и бюджетов.
Сущность социального обеспечения проявляется в следующих функциях :
1) Политическая — данная функция выражается в поддержании социальной стабильности в обществе в котором разные слои населения подвержены разному материальному обеспечению;
2) Экономическая — данная функция основана на замещении основного заработка, утраченного из-за нетрудоспособности, а также по причине возраста или потере кормильца, частичном возмещении расходов по причине наступления определённого жизненного обстоятельства, и осуществления финансовой помощи малоимущим лицам;
3) Демографическая — данная функция выражена в стимуляции воспроизводства народа населения;
4) Социально-реабилитационная — данная функция заключается в восстановлении статуса в обществе нетрудоспособных граждан и других для того чтобы данные лица чувствовали себя полноценными членами общества;
5) Профилактическая — данная функция направлена на предотвращение возникновения несчастных случаев, то есть конкретных социально рисковых ситуаций;

### Социальное страхование
Социальное страхование — это система поддержки нетрудоспособных граждан за счёт средств государственного страхового фонда, то есть это механизм реализации социальной политики государства.
Государственное социальное страхование в Российской Федерации осуществляется органами законодательной и исполнительной власти деятельность которых заключается в формировании государственного бюджета и его расходов, то есть все пособия и льготы, которые предназначены для населения устанавливаются законодательными и нормативными актами.

#### Формы социального страхования
1) Государственное социальное страхование — это обязательное, формирующееся из налогов, отчисляемых всеми трудоспособными гражданами, то есть в обязанности работодателя входят удерживание с каждого своего работника налогов, которые направлены в фонд социального страхования. Деятельность государственного страхования направлена не только на финансирование пенсий пожилым людям, инвалидам, но и также на финансирование декретных выплат, пособий на детей и пенсий детям, лишенных кормильцев.
2) Коллективное социальное страхование — в отличие от государственного, его объектом является трудовой коллектив, профсоюз и т. д. Страховые фонды коллективного социального страхования образуются за счёт работников и работодателей.
3) Смешанное социальное страхование — это проекты которые государство реализует вместе с профсоюзами.

### Социальная помощь
Социальная помощь — это предоставление определённым категориям граждан, которые указаны Федеральным законом, социальных пособий, социальных услуг и других жизненно необходимых товаров.
Виды социальной помощи: социальное пособие, субсидия малоимущим гражданам, компенсация.
1) Социальное пособие — это предоставление на безвозмездной основе конкретной денежной суммы лицам за счёт средств из бюджета;
2) Субсидия — это оплата материальных благ, имеющих целевое назначение и предоставляемых гражданам;
3) Компенсация — данный вид социальной помощи направлен на возмещение расходов, осуществляемых определёнными категориями лиц.

## История развития социальной помощи в России
В Советском Союзе реализация социальной защиты заключалась в организации социального обеспечения, которое представляло собой государственную систему социально-экономических мероприятий по обеспечению нетрудоспособных граждан, других лиц которые нуждаются в помощи за счёт общественных фондов потребления. Данные фонды были частью национального дохода социалистического общества и были использованы вместе с оплатой по труду для удовлетворения потребностей населения. Источниками данных фондов были средства государственного бюджета, а также предприятий и общественных организаций. То есть по средствам общественных фондов потребления государство осуществляло воздействие на формирование структуры доходов и потребления, целью чего было создание равных условий для различных социальных групп, слоёв и классов, и для содержание нетрудоспособных.
Средства из общественных фондов потребления были предоставляемых населением в виде денежных выплат, а также в форме бесплатного или льготного обслуживания. К денежным выплатам относились пенсии, пособия и стипендии. К бесплатным льготным услугам относилось лечение, обучение, общественное воспитание детей.
Руководство социальным обеспечение в СССР осуществляли высшие органы государственной власти и государственного управления. Верховный совет СССР осуществлял деятельность по принятию законов, касающихся вопросов социального обеспечения. На основании данных законов совет министров СССР издавал постановления, которые регламентировали порядок проведения в жизнь важнейших вопросов социального обеспечения. Непосредственное руководство и управление социальным обеспечением осуществляли союзные автономные республики.
Образование рыночных отношений в России привело к обострению социальных проблем, породивших безработицы и другие характерные для рыночного хозяйствования черты и особенности.

## Форма социальной защиты
Форма социальной защиты может быть денежной и неденежной.
- Денежная форма — это обеспечение выплаты заработной платы вовремя, правильная организация оплаты труда, а также трудовые пенсии, социальные пенсии.
- Неденежная форма — данная форма социальной защиты оказывается наиболее беззащитным группам населения в виде определённого обслуживания, бесплатного питания, психологической помощи.

## Приоритеты Российского государства как социального государства в условиях трансформации экономики
Российская Федерация — это социальное государство, в обязанности которого входят создание благоприятного пространства общественных возможностей, которые защищены от какого-либо произвола. Воздействие государства на социальную защиту осуществляется через социальную политику, которая рассматривается как совокупность принципов и практических мер, вырабатываемых и реализуемых как государственными, так и негосударственными органами, а также организации и учреждениями, которые направлены на создание необходимых условий жизнедеятельности, удовлетворение социальных потребностей населения. То есть социальных политика реализуется путём организации взаимоотношений элементов систем государственного управления социальной защиты, которая приводит к сохранению или изменению социального положения социального положения населения в целом или определённых его классов, слоёв, общностей. В Конституции Российской Федерации сказано, что в Российской Федерации охраняются труд и здоровье людей, установлен гарантированный минимальный размер оплаты труда, установлено обеспечение со стороны государства семей, материнства, отцовства и детства, инвалидов и пожилых граждан.